# باب اليمن
باب اليمن معلمٌ تاريخي وسياحي عمره أكثر من ألف عام، يُعد المدخل الأساسي لمدينة صنعاء القديمة من الجهة الجنوبية، والوحيد المتبقي بهيئته الكاملة من بين أربعة أبواب أخرى، عُرفت في السابق بأنها  مداخل للمدينة، وهي باب شعوب وباب السبح وباب سترات، إلى جانب بابين آخرين أُضيفا في فترة لاحقة هما: باب خزيمة وباب الشقاديف. ويعدّ هذا الباب من أقدم الأبواب في اليمن.

## بناؤه
تُشير المرويات التاريخية إلى أن سور صنعاء القديمة بأبوابه الأربعة وأبرزها باب اليمن وجد في عهد الدولة اليعفرية (439 - 532)ه‍، فيما تشير مصادر أخرى إلى أنه بني في عهد الدولة الصليحية في القرنين الخامس والسادس الهجري وأن سلاطين الدولة الأيوبية قاموا بتكملته عقب سيطرتهم على اليمن سنة 569ه‍.

## السياحة

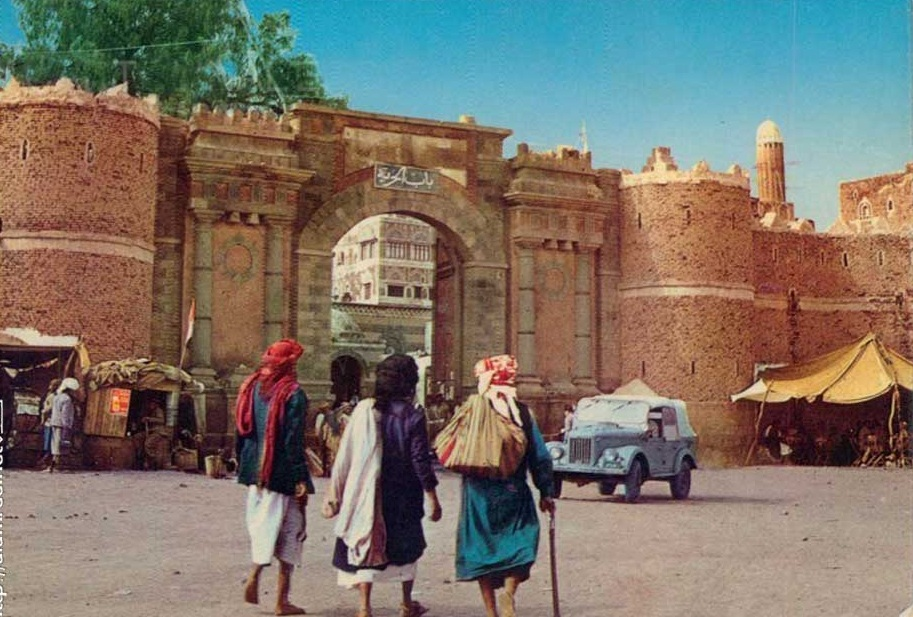
باب اليمن في 1963

تتواجد الأسواق والمطاعم الشعبية بكثرة بجانب باب اليمن، وينشدها الكثير من السواح العرب والأجانب واليمنيين أيضاً، يمكن لزائرها تناول الوجبات الشعبية المشهورة في المنطقة مثل: السلتة والفحسة واقتناء المشغولات اليدوية الرائعة.

## معرض صور

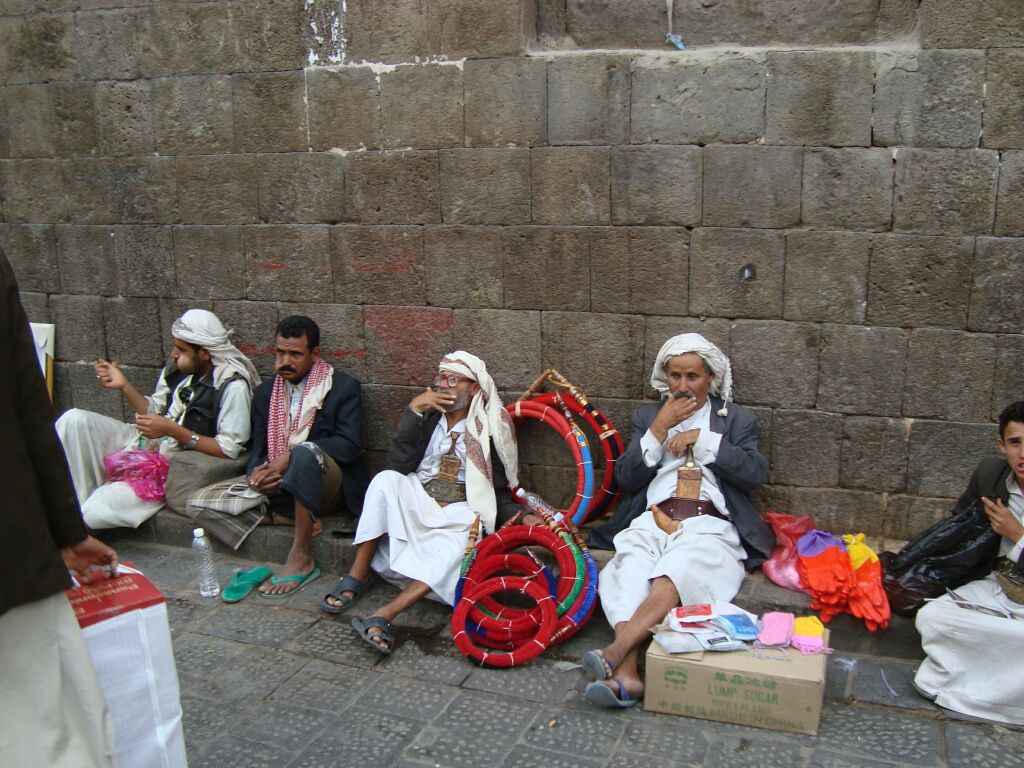
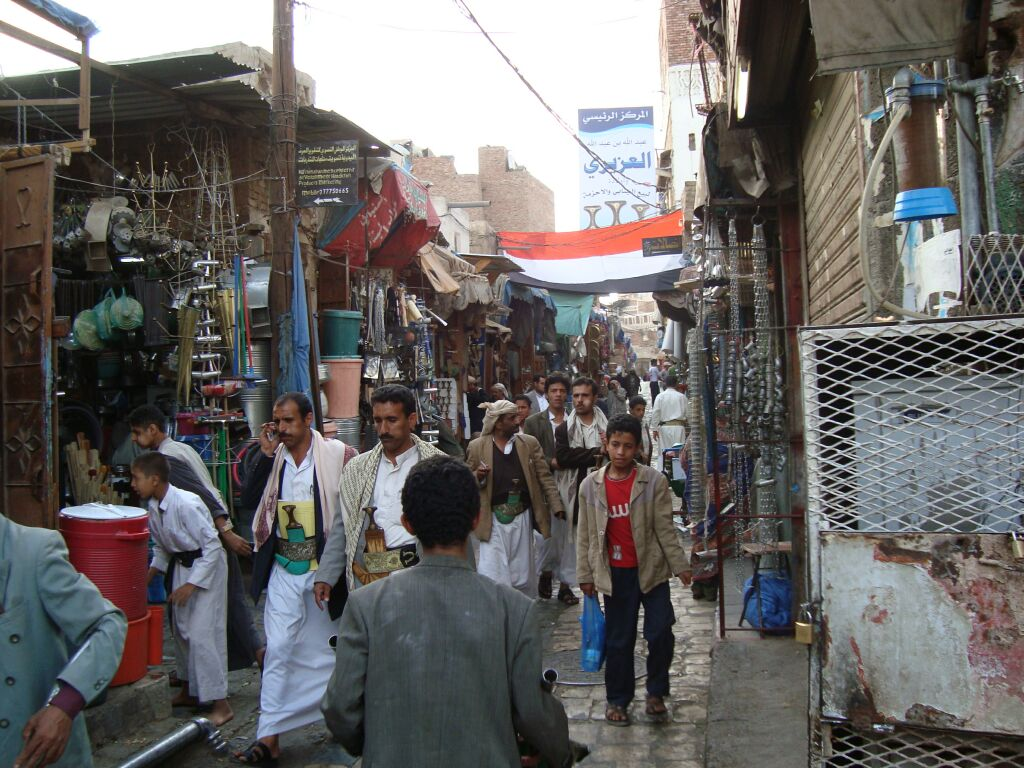
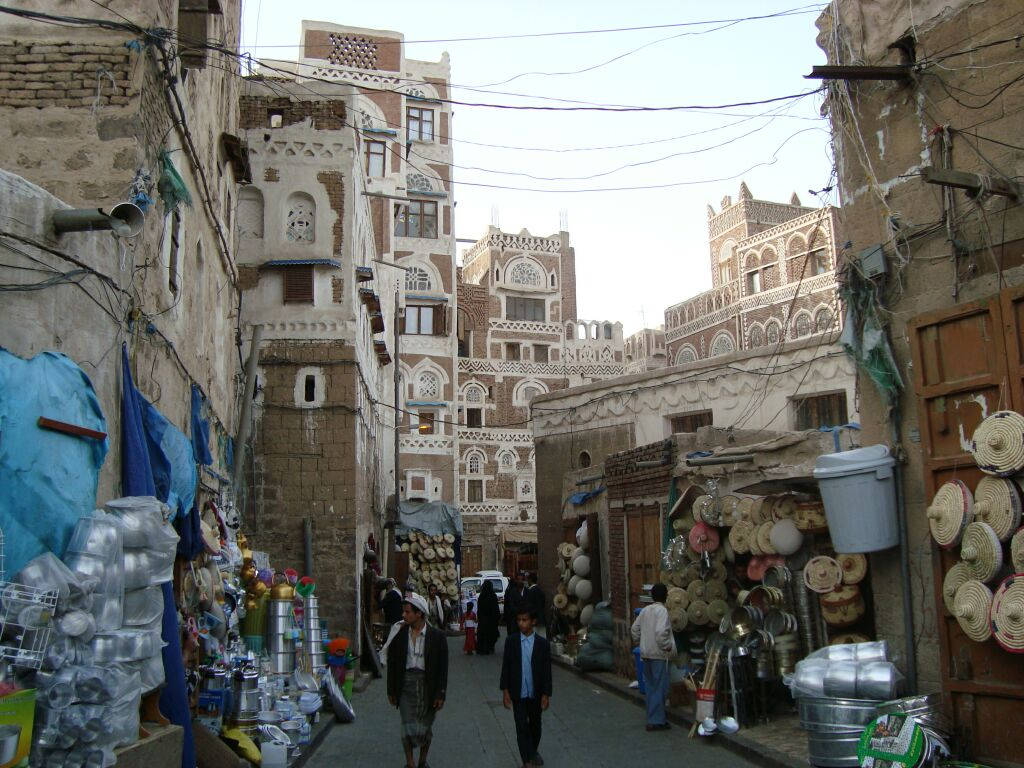